# Kashira

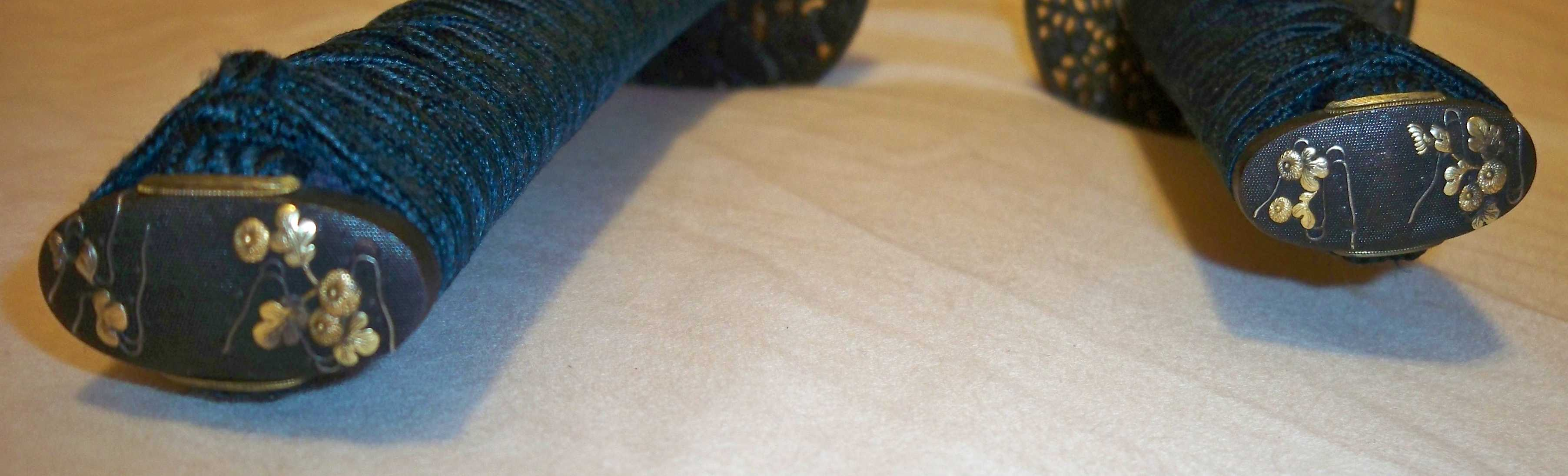
Daishō-kashira, zaślepki pary mieczów - długiego i krótkiego

Kashira (jap. 頭) lub tsuka-gashira (jap. 柄頭) – zaślepka, zakończenie (często ozdobne) rękojeści (tsuka), czyli głowicy japońskich mieczy: (katany, wakizashi, tantō) w postaci metalowej lub kościanej nakładki lub grzybka. Zalicza się do stylu wykończenia miecza (koshirae) i w sposobie zdobienia powinna odpowiadać reszcie. Kashira, prócz tego, że jest ozdobą, pełni także funkcję wzmacniającą konstrukcję rękojeści oraz ciężaru ułatwiającego wyważenie miecza.